# نيبون بي إس برودكاستين
نيبون بي إس برودكاستين ( (日本BS放送株式会社 Nippon Bīesu Hōsō Kabushiki Gaisha) هي محطة من قنوات البث في كاندا، طوكيو، اليابان. وهي محطة مستقلة و شركة تابعة من  بيك كاميرا.  اسم القناة BS11 (بي إس أحد عشر) و كانت بي إس11 رقمية حتى 31 مارس 2011. تأسست في نيبون بي إس برودكاستين كيكاكو (日本BS放送企画株式会社 Nippon Bīesu Hōsō Kikaku Kabushiki Kaisha) في 23 أغسطس 1999، غيرت اسمها إلى نيبون بي إس التي  تبثّ في 28 فبراير 2007 وجودة التلفزيون عالية الوضوح الذي  بدأ  في 1 ديسمبر 2007.
بي إس 11  تُعطي أولوية عالية إلى البرامج الإخبارية، الأنمي بما في ذلك وقت  أنمي  يكون  في وقت متأخر من الليل وبرامج تلفاز ثلاثية الأبعاد.

## قناة
- التلفزيون: BS211ch

## وصلات خارجية
- الموقع الرسمي